# 大阪青山大学短期大学部
大阪青山大学短期大学部（日语：*），简称青短，是過去一所位于日本大阪府箕面市的私立短期大学。2021年廢校。

## 概要

### 简介
- 短期大学为于1967年开办[1]、由学校法人大阪青山学园学园经营。为完全男女同校[2]从1999年[1]。

### 历史
- 1967年 大阪青山女子短期大学成立并同时设置两个学科、以下列举[1]。
  - 家政科（改名为生活科学科于1989年）
  - 幼儿教育科（改名为幼儿教育・保育科于2002年）
- 1968年 家政科分离为两个专攻、以下列举。
  - 家政专攻（改名为生活科学专攻于1989年）
  - 食物营养专攻（以后招生到于2004年、正式停办于2006年）
- 1973年 改校名为大阪青山短期大学、开始招収男学生于家政科食物营养专攻。
- 1981年 日文科成立。
- 1986年 英美语科成立。
- 2000年 三个学科改名为、以下列举。
  - 日文科→ 日语・日本文学科
  - 英美语科→英语传播学科[注 8]
  - 生活科学科生活科学专攻→生活科学科生活造型专攻
- 2003年 两个学科各自招生最后、次年各自合并为语言和文化学科[注 9]（招生到于2008年、停办于2010年）。
- 2009年 生活科学科改编为烹饪・制果学科[注 1]。
- 2021年 停辦

### 宪章
- 请参看大阪青山短期大学的标志 （日語） 2014年2月19日阅览。

## 学校环境
- 箕面校区：在大阪府箕面市
- 北摄校区：在兵库县川西市

## 历任校长
- 盐川利员：第一代短期大学校长[3]。
- 盐川和子：现在短期大学校长[4]

## 组织

### 学科
- 幼儿教育・保育科
- 烹饪・制果学科[注 1]

### 前学科
- 生活科学科[注 2]
  - 生活造型专攻[注 3][注 4]
  - 食物营养专攻[注 3][注 4]
- 幼儿教育科[注 5]
- 日语・日本文学科[注 6][注 7]
- 英语传播学科[注 8][注 6][注 4]

### 专科
| - 没有 |

### 业余课程
| - 没有 |

### 附属机关
| - 图书馆 |

## 相关链接
- 日本短期大学列表